# فوق السحاب (فلم)
فوق السحاب، فيلم مصري من إنتاج عام 1948.

## قصة الفيلم
شاب وفتاة ينشآن صديقين منذ الطفولة، وحين يكبران تتحول هذه الصداقة إلى حب وطيد، إلا أن الفتاة كانت تبعد عنها من أحبها ولا تعطيه أملاً في الارتباط بها ذلك لإحساسها بأنها كانت سببًا في ظلم أختها، الأمر الذي خلق لها عقدة نفسية توهمها بأن تضحى بحياتها لتوفر السعادة لأختها تكفيرًا عما تظنه، يقاوم الشاب هذه العقدة التي تحول بينه وبين الارتباط بفتاته وحبيبة عمره فيكتشف أن هناك حادثة لم تكن فتاته سببًا فيها كانت وراء عجز شقيقتها ويحاول الشاب إقناع فتاته بأنها بريئة من هذا الحادث إلى أن ينجح أخيرًا في تخليصها من عقدتها ويتزوجان.

## الممثلون
- عزيزة أمير
- محمود ذو الفقار
- ماري منيب
- حسن فايق
- زوزو شكيب
- مختار عثمان
- سعيد أبو بكر
- عبد العزيز محمود
- عبد المنعم إسماعيل
- محمود شكوكو
- فيكتوريا حبيقة
- شافية أحمد
- عبد الحميد زكي

## وصلات خارجية
- مقالات تستعمل روابط فنية بلا صلة مع ويكي بيانات
- صفحة الفيلم على موقع السينما